# Menca de Leoni
Carmen América Fernández Alcalá (Upata, 23 de julio de 1919 - Caracas, 22 de enero de 1973), conocida como Menca de Leoni por la conjunción de las últimas sílabas de sus dos nombres de pila, fue la fundadora del Festival del Niño (que a la larga se convertiría en la Fundación del Niño) y esposa del presidente de Venezuela Raúl Leoni. Ejerció el cargo protocolar de primera dama de Venezuela entre 1964 y 1969, durante el mandato de su esposo. Su labor en pro del desarrollo de los niños en el país abrió las puertas a la creación de instituciones y programas de acción social para mejorar las condiciones de muchos infantes.

## Biografía

### Primeros años y vida familiar
Carmen América Fernández Alcalá nació en Upata, estado Bolívar, el 23 de julio de 1919. Fueron sus padres el general Juan Fernández Aparan, militar de confianza de Juan Vicente Gómez, y Doña Sofía Alcalá. Estudió su primaria en su región natal y obtuvo su bachillerato en el colegio Lourdes de la ciudad de Valencia (junto con su hermana mayor, Sofía) donde se destacó en actividades sociales.
Contrajo matrimonio el 20 de agosto de 1949 en Washington con su primo Raúl Leoni, quien se había desempeñado como ministro de trabajo y comunicación de la Junta Revolucionaria de Gobierno presidida por Rómulo Betancourt (1945-1948). Para aquel entonces,"Doña Menca" contaba con 30 años de edad y Leoni con 44.  En el exilio de Estados Unidos nació su primera hija, Carmen Sofía. 
Posteriormente ambos se trasladaron con su hija mayor a Costa Rica durante el exilio, en 1951 donde nacen 3 hijos (Luisana, Raúl Andrés y Lorena). En 1954 el trabajo los llevó a Bolivia, luego a Perú y de allí de regreso a Costa Rica, el 23 de enero de 1958, cuando al caer el dictador Pérez Jiménez los exilados políticos pueden finalmente regresar al país. A raíz del derrocamiento del régimen de general Marcos Pérez Jiménez, la familia retornó a Venezuela el 23 de enero de 1958. En octubre de ese mismo año nace en Caracas, Álvaro, el último de los hijos.
Raúl Leoni fue elegido senador por el estado Bolívar y presidente del Congreso Nacional, al mismo tiempo fue presidente del Partido Acción Democrática. Como la esposa del dirigente político, Doña Menca comenzó a realizar labor social desde el Comité de Solidaridad Humana. Recibió cursos de Bienestar Social en Caritas y fue la presidenta de la Junta pro-Bicentenario de Upata que permitió con los fondos recogidos construir la iglesia de Upata, la Casa Parroquial, una urbanización para familias de bajos recursos y un parque de recreación dirigida. Además, presidió la junta que construyó la iglesia y la casa parroquial de El Manteco, en el estado Bolívar.

### Primera dama  (1964-1969)

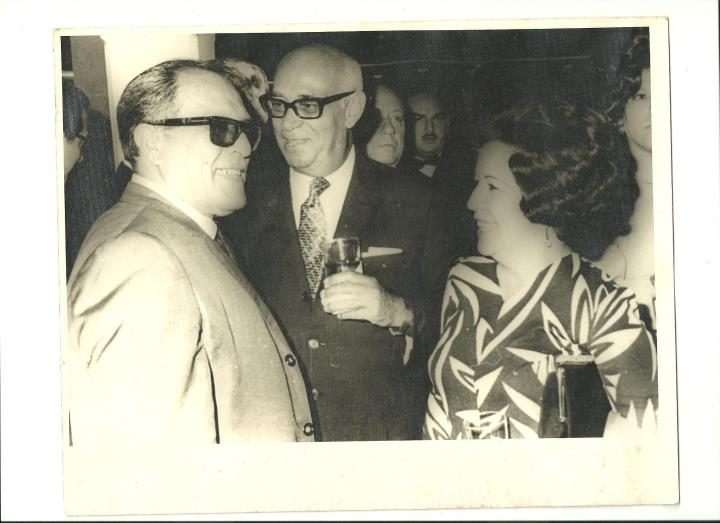
Carmen América Fernández con Raúl Leoni y el Dr. Santeliz.

En 1963, al ser electo Raúl Leoni como presidente de la República, Menca se convirtió en primera dama, desde donde desplegó una extraordinaria labor a favor de la infancia y de la familia venezolana.

#### Festival del Niño (1964)
En el año 1964  Doña Menca decide organizar un día especialmente dedicado a los niños de Venezuela, iniciando así las actividades de lo que se llamaría el "Festival del Niño". Sin contar con presupuesto oficial, acudió a la empresa privada quien se volcó a ayudarla en los diversos programas que presentó. Trabajó conjuntamente con el Consejo Venezolano del Niño, el Instituto Nacional de Nutrición, la iglesia, la Cruz Roja, las instituciones sociales privadas y sobre todo con las comunidades. 
El primer paso del Festival del Niño fue la celebración de un evento recreativo realizado la semana anterior a la celebración de la Nochebuena, durante el cual todos los pequeños eran atendidos por la comunidad, disfrutando libremente de espectáculos, almuerzos y diversiones. Tras el éxito de esta jornada, la primera dama comenzó una campaña anual de recolección de fondos, la cual se realizaba durante el mes de diciembre. Lograda con éxito esta experiencia inicial, se adelantaron los planes de expansión a nivel nacional, organizando seccionales en el interior del país que serían dirigidas por la esposa del gobernador de cada entidad (o su esposo, si éste era mujer).
La respuesta de las empresas, tanto del sector público como del privado, fue positiva ya que no existía un medio institucional formal para ayudar a la niñez del país (más allá de las políticas puntuales del Gobierno). Esto conllevó a la creación de la fundación "Festival del Niño" el 27 de septiembre de 1966, instrumento con bases jurídicas suficientes para que las primeras damas realizaran acción social. Años después, en abril de 1975, la denominación legal de la institución cambió a "Fundación del Niño" y en 2008 cambia de nombre a Fundación Nacional “El Niño Simón”

#### Programa de Regulación de las Uniones
Doña Menca dio vital importancia a la relación de pareja, responsabilizándose del programa Regulación de la Familia, mediante el cual se buscó fomentar la necesidad de un orden y control familiar que favoreciera el desarrollo de los niños. Bajo su tutela, se creó un programa de reconocimiento de los hijos monoparentales. Como resultado de este trabajo, cerca de 20 mil infantes fueron reconocidos por sus padres y se formalizaron más de 4 mil matrimonios, que se realizaban de forma colectiva.

#### Otras obras
Mientras Doña Menca fue primera dama se construyeron obras y se dotaron otras que aún prestan servicio a la colectividad como son:
- El servicio de nefrología del Hospital J.M. de los Ríos.
- Albergue para niñas en Carapa.
- Centro de Recuperación Nutricional Infantil en Prado de María.
- Tres aulas para el colegio Monseñor Arias.
- Parque de Recreación Dirigida en la zona El Mirador del 23 de Enero.
- Jardín de Infancia y Centro de Educación Familiar en el barrio los Sin Techo en el Cementerio.
- Parque de Recreación Dirigida en la Urb. Ruiz Pineda en Caricuao.
- Ampliación de la Escuela Comedor de las Damas de San Vicente de Paúl.
- Bibliobus, biblioteca ambulante para los barrios.
- Servicio de Terapia Infantil del Hospital J.M. de los Ríos.
- Servicio de Cardiología Infantil el Hospital de la Cruz Roja.
- Casa Cuna en la Escuela de Asistencia de Puericultura Stella Matutina.
- Piscina en el centro de obras sociales de los padres Salesianos en los Dos Caminos.
- Escuela artesanal para el Instituto Cepa en Guarenas.[4]

Además, en esa época preside honoríficamente la Sociedad Bolivariana, el Comité de Solidaridad Humana y varias instituciones filantrópicas de la capital, fue protectora de la Fundación La Salle y asociada de la AVAC, entre otras. Doña Menca recibió cientos de homenajes de todos los sectores del país, siendo su labor reconocida inclusive por el Papa Pablo VI, quien le confirió la Medalla Pro Ecclesia et Pontifice.

### Últimos años

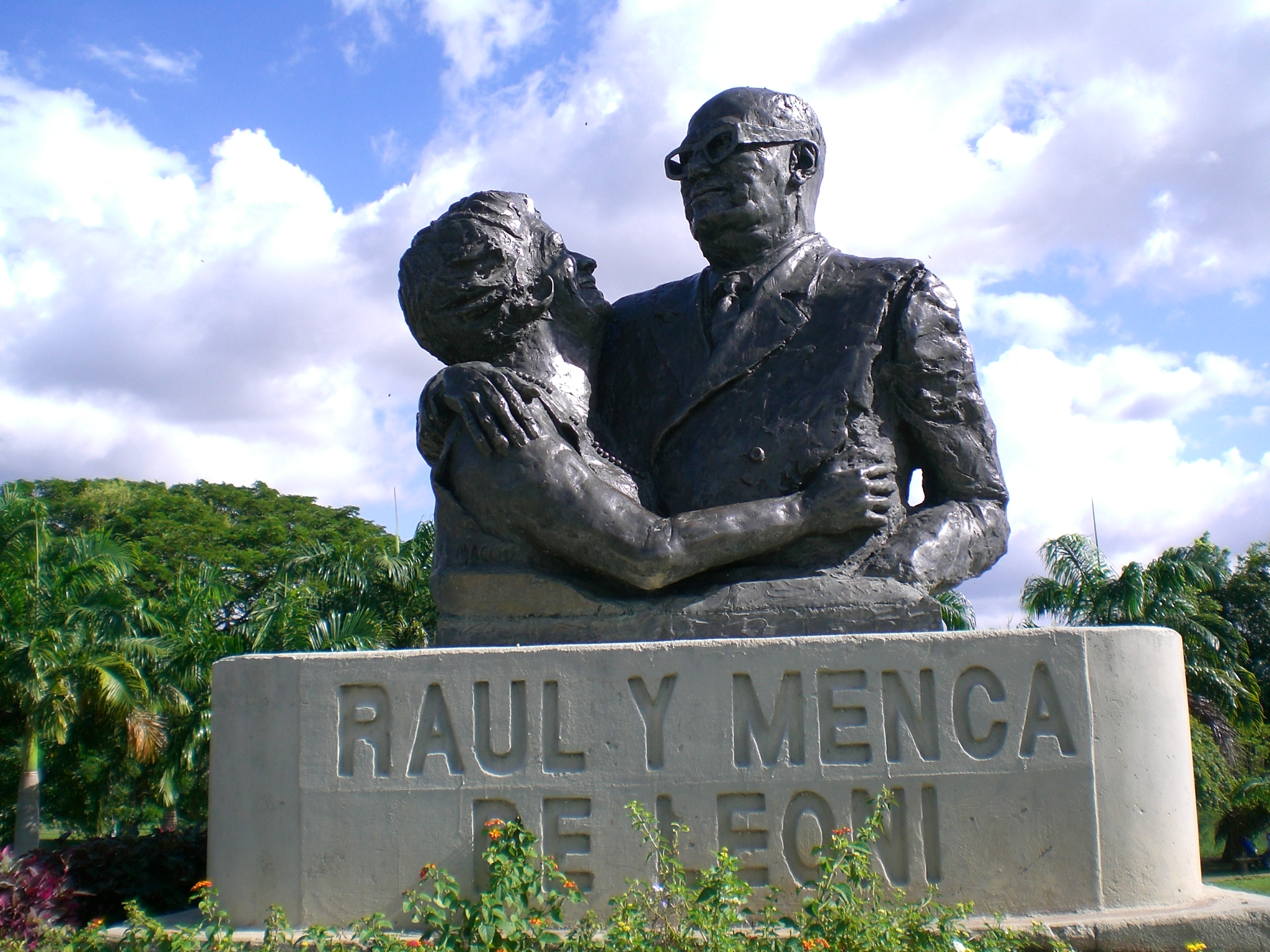
Bustos de Carmen América Fernández (Menca de Leoni) y Raúl Leoni en el Jardín Botánico de Ciudad Bolívar.

Tras culminar el período presidencial de Leoni, Doña Menca continuó su labor social, especialmente sus campañas de protección a la niñez y a las madres solteras. Su obra, la Fundación Festival del Niño, a posteriori se convirtió en la Fundación del Niño, dejando su legado a las siguientes primeras damas, que tradicionalmente habían ocupado la presidencia de la institución hasta 2008, cuando (con su transformación a Fundación Nacional “El Niño Simón”) se deslindó de dicho cargo.
Desde el inicio de la campaña presidencial de Leoni, en 1963, Doña Menca fue diagnosticada de cáncer de mama en su seno izquierdo. Una oportuna intervención le permitió superar el problema y durante los cinco años de gobierno nadie habría podido sospechar alguna dolencia. A principios de los setenta la dolencia vuelve. La enfermedad hizo metástasis  alcanzado afectarle la columna vertebral.  
Leoni también cae enfermo y es trasladado a Nueva York donde fallece repentinamente el 5 de julio de 1972. Seis meses más tarde, el 22 de enero de 1973, Doña Menca  fallece en Caracas, tras complicaciones con una falla en el sistema vascular y respiratorio. Sus restos fueron sepultados en el Cementerio del Este de Caracas, junto a los de su esposo.